# Rita Gerszt
Rita Gerszt, geb. Dajczer (* 20. August 1898 in Radom; † 30. Juni 1942 in Bernburg) war eine polnische Kommunistin und Widerstandskämpferin gegen den Nationalsozialismus.

## Leben
Rita Gerszt betrieb in der Südstadt in Elberfeld ein Wäschegeschaft. Gemeinsam mit ihrem Mann Yzchok war sie Mitglied des jüdischen Arbeiter-Kulturvereins und der KPD. Nach der „Machtergreifung“ durch die Nationalsozialisten organisierten die Eheleute Geldsammlungen bei jüdischen Sympathisanten der Arbeiterbewegung zur Finanzierung des Widerstandes. Am 30. Juni 1936 wurde Yzchok Gerszt im Zuge einer dritten Verhaftungswelle von Kommunisten und Gewerkschaftern im Wuppertaler Raum verhaftet. Zum Zeitpunkt der Verhaftung war ihre gemeinsame Tochter Stephanie vier Monate alt. Im Rahmen der Wuppertaler Gewerkschaftsprozesse wurde er zu vier Jahren Zuchthaus verurteilt und anschließend nach Auschwitz deportiert. Rita Gerszt versuchte durch ein verzweifeltes Gesuch die Freilassung ihres Mannes zu erwirken:

„Ich habe zum 30. Juni 1939 meine Ausweisung aus dem deutschen Staatsgebiet erhalten und richte deshalb die flehentliche Bitte an Sie, meinen Mann den letzten Rest seiner Strafe zu erlassen, damit wir zusammen auswandern können und mein Kind den Vater wieder hat (…) Ich befinde mich in einer ganz verzweifelten Lage, und ich weiß nicht wohin ich mich mit meinem 3jährigen Kindchen ohne meinen Mann wenden könnte. Statt dessen besteht bei einer Freilassung meines Mannes die Möglichkeit von seinen Verwandten in USA die Bürgschaft zur Einreise nach dort zu erhalten. Hierzu liegt auch beim Amerikanischen Konsulat unter Nr. 3153 der poln. Quote die Registrierung vor.“

Doch ohne Erfolg, 1939 wurde sie dann selbst für vier Wochen verhaftet; anschließend floh sie mit ihrer Tochter nach Belgien, wo sie bei ihrer Schwester unterkam. Während der Besatzung Belgiens durch die Wehrmacht wurde Rita erneut verhaftet, diesmal von der Gestapo, die fünfjährige Tochter konnte jedoch im Durcheinander der Razzia weglaufen und fand später den Weg zurück zur Wohnung ihrer Tante. – Stephanie Gerszt überlebte den Krieg durch die Unterstützung jüdischer Hilfsorganisationen (das „Comite de defense des juifs“ versteckte Stephanie unter falschem Namen in einem Waisenhaus in Forest) und konnte 1948 zu ihrem Onkel in die Vereinigten Staaten reisen.

## Tod
Rita Gerszt wurde nach Düsseldorf gebracht und dort wegen angeblicher Devisenvergehen zu vier Monaten Haft verurteilt. Anschließend kam sie in das Frauenkonzentrationslager Ravensbrück und von dort später in die Anstalt Bernburg, wo sie während der Aktion 14f13 ermordet wurde. Sie gehörte somit zu den rund 1600 Ravensbrücker Häftlingen, die dort mit Kohlenmonoxid vergast und anschließend verbrannt wurden. Von den etwa 60.000 Menschen, die dort verbrannt und vergast wurden, konnten 1947 bisher nur 80 Urnen aufgefunden werden, die aber keinen Namen, sondern nur eine Nummer tragen. Ihr Mann Yzchok Gerszt starb circa drei Jahre später auf einem Todesmarsch von 1945.

## Ehrung
Im Jahr 2002 wurde auf Initiative des Bezirksjugendrats des Wuppertaler Stadtteils Cronenberg für Rita und Yzchok Gerszt vor dem Haus Karl-Theodor-Straße 4 unweit von Haus Nummer 6 in Anwesenheit der Schirmherren, dem Bürgermeister Peter Jung und dem Vorsitzenden der Jüdischen Gemeinde Wuppertal, Leonid Goldberg, zwei „Stolpersteine“ verlegt. Sie ähnelten den Stolpersteinen des Projekts von Gunter Demnig, waren aber entsprechend der Beschreibung auf Demnigs Website selbst hergestellt und wurden um eine Ausstellung ergänzt. Demnig protestierte dagegen und untersagte weitere derartige Aktionen.
Im Juni 2008 wurde zu Ehren des Ehepaars Gerszt in Anwesenheit der Tochter Stephanie eine Gedenktafel gegenüber dem ehemaligen Wohnhaus Reiterstraße 3 in Wuppertal-Elberfeld enthüllt; die Gedenktafel wurde 2012 zerstört. Am 25. Oktober 2008 wurden vor dem Haus Reiterstraße 3 für Yzchok und Rita Gerszt Demnigs „offizielle“ Stolpersteine verlegt. Seit Februar 2016 heißt eine Grünanlage westlich der Josefstraße in Wuppertal „Rita und Yzchok Gerszt-Park“.